# 周庭被香港警察國安處拘捕事件

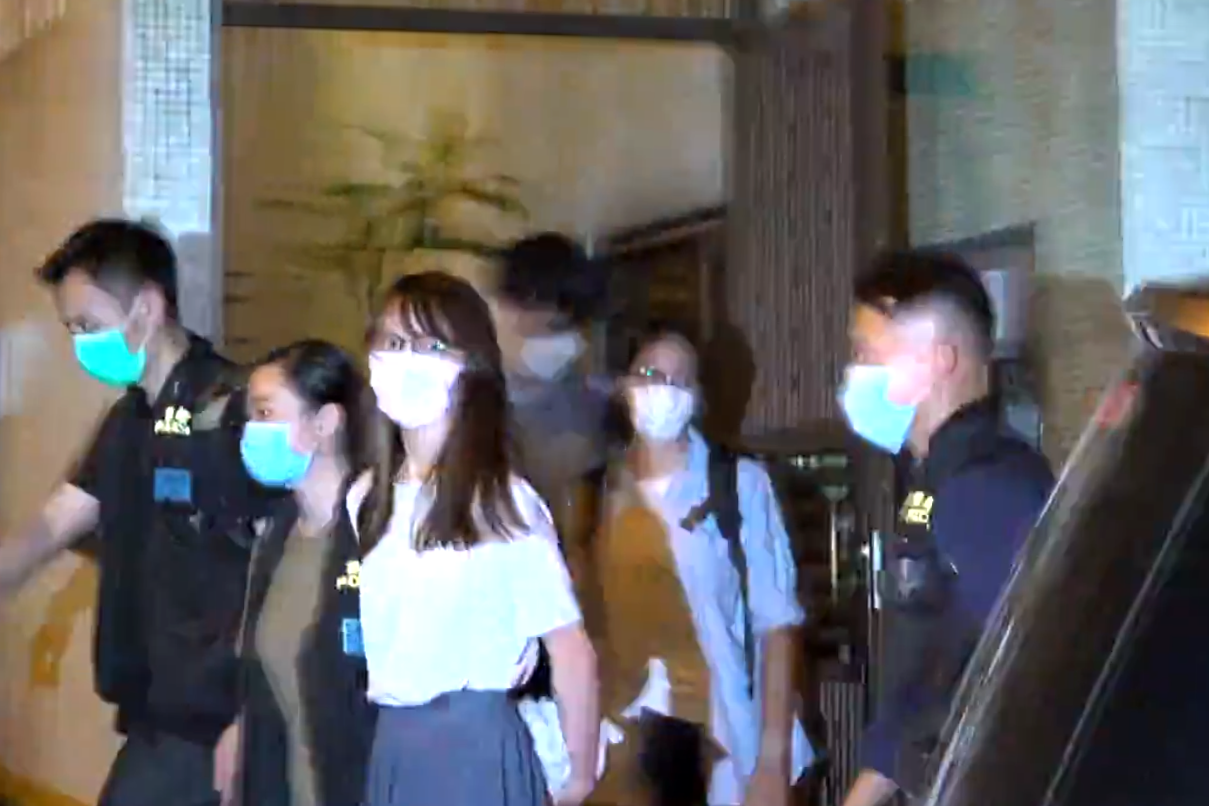
2020年8月10日，前香港眾志副秘書長周庭遭到香港警察以港版國安法的罪名發動大搜捕

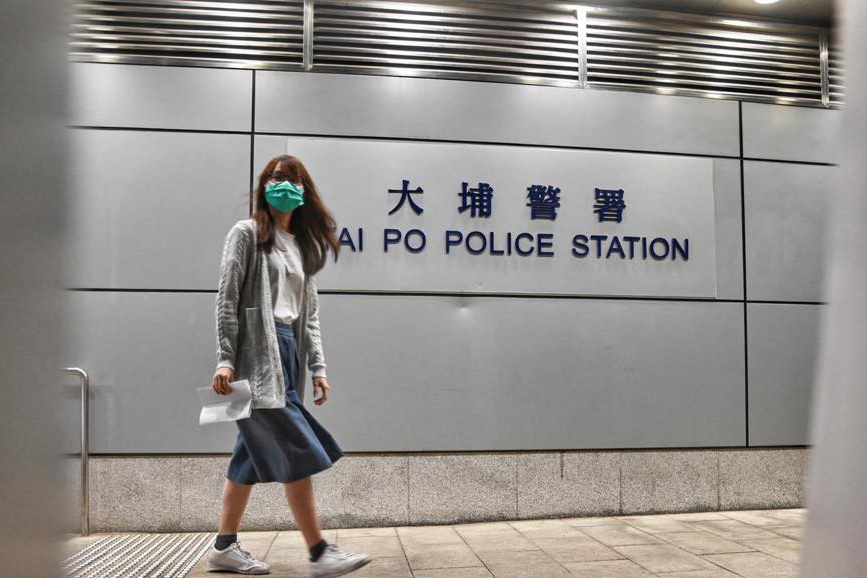
周庭被扣查超過24小時後，到8月11日晚上獲准以2萬元現金、18萬元人事擔保保釋離開大埔警署，並沒收護照

周庭被香港警察國安處拘捕事件是810大搜捕的一部份，於2020年8月10日，香港警務處國家安全處以港版國安法中「勾結外國勢力」的罪名對前香港眾志副秘書長周庭發動大搜捕，大搜捕引起國際社會強烈譴責。

## 背景與時序

### 港區國安法
2020年6月30日，全國人大常委會通過港區國安法後，同日周庭在社交平台上宣佈退出香港眾志。
周庭指今次拘捕事出突然，形容警方撬門而入過程恐怖。到8月12日，她在facebook寫道羈留期間最擔心不是自己安危，反而是《蘋果日報》是否能出版。她表示自6月30日已發聲明退出香港眾志，也不再參與任何國際事務，至今也沒接受外國媒體專訪。

## 事件經過
2020年8月10日，繼壹傳媒集團創辦人黎智英等9人被警方國安處拘捕後，周庭的鄉郊寓所外先有可疑男子聚集後，後有一批警員到達她的家中、律師前往跟進，最終被警方帶走。國安處高級警司李桂華見記者時表示當天共有9男1女涉嫌違反港版國安法及干犯串謀欺詐等罪被捕。
周庭的臉書貼文指稱，確認周庭根據港版國安法下「煽惑分裂」罪名被警方拘捕。在場律師指，警方正以一份8月6日發出的搜查令，在周庭住所進行搜索。
2020年8月11日，周庭的臉書發佈更新，稱周庭現時仍被扣留在大埔警署，8月10日晚在律師陪同下進行了一次錄影查問，周庭的電腦、手機及部分文宣物品在當晚亦被警方撿走。
2020年8月11日約晚上11時，被扣查逾24小時後，周庭以2萬元保釋金及18萬元人事擔保獲准保釋，特區護照被沒收，9月1日回大埔警署報到。周庭表示此次被捕是「最驚嘅一次」，她認為拘捕理由非常空泛，亦對被捕「不明所以」，批評政權利用港版國安法打壓政治異見者。
警方懷疑周庭等人運作組織，要求外國制裁香港。
周庭其後在12日透過自己的Youtube頻道直播，以粵語和日語憶述被捕經過，又分享心路歷程。她指在今次被捕時香港警察撬門硬闖，又不斷催促她開門，與以往會等待她準備時間完全不同。她亦指，雖然拘留的時間不算很長，但卻感到非常害怕，因為若以港版國安法的罪名被起訴，便無法獲得保釋，認為能保釋就「太好了」。又透露她在醒來時見到律師便問蘋果日報有沒有出版，是不是白紙，得知蘋果日報印了55萬份，覺得很開心。該直播得到了大量日本網民的支持。
9月1日，周庭到大埔警署報到，她稱於下午約3時到達警署後，才被告知要再次錄口供。她在晚間離開警署時表示警方要求她在12月2日再到警署報到，未知是否能繼續保釋或起訴，指「希望能平平安安保釋出來」，在12月3日度過自己24歲的生日。

## 各方反應

### 香港

#### 民主派
觀塘願景議員梁凱晴認為，對時局的一聲吶喊即代表著一道未燃盡的志氣，她指只有大家還有生命、尚能呼吸，反抗則不會終結。

#### 網民
在周庭被捕後，有不少網民在Twitter上稱周為「真正的花木蘭」，稱讚其勇敢，同時希望杯葛預計在同年9月上映、美籍華人演員劉亦菲主演的電影《花木蘭》。

#### 偏建制派媒體
在被拘捕时，周庭将双手背后，但在上车后，却伸出手来拨弄头发，有媒體質疑其「穿幫」，制造手铐反锁假象博同情。

### 日本
周庭被捕的消息引發日本各界高度關注，除成為各大日本媒體的速報消息外，亦有日本網民亦於社交媒體Twitter發起#FreeAgnes、等主題標籤，表達對周庭遭香港警察逮捕的不滿，以及要求釋放周庭的信息，成為日本Twitter熱門話題之一。
政界人士方面，日本內閣官房長官菅義偉對周庭等人被逮捕一事表達深切擔憂。日本「關於對中政策國會議員聯盟」在眾議院舉行緊急記者會，表明不能接受港府以港版國安法侵犯思想言論自由。此外，日本共產黨委員長志位和夫表示港警大肆逮捕周庭等人的作為與社會主義完全無關，只是單純的人權壓迫；參議院議員小池晃更直指逮捕周庭是重大侵犯人權事件，已不只是國內問題，而是上升至國際問題，他要求撤回港版國安法。立憲民主黨參議員石川大我則在推特分享周庭遭捕的消息，表示會持續竭盡全力維護香港民主、自由的立場。
日本創作歌手七尾旅人發佈了一首名為「Free」的歌曲，抗議香港警方以港版國安法對周庭及其他香港民主派人士發動大搜捕，他在感想裏寫道「人權鎮壓的進展比想像的要快，相信已不能再去中國表演，也不能再見中國的朋友」。

### 臺灣
政界人士方面，中華民國副總統賴清德在2020年8月14日表示敬佩周庭等人面對被捕卻「視死如歸」的勇氣，也讓他想起年輕時看到美麗島事件時被視為叛亂犯的如黃信介、林義雄、陳菊、姚嘉文、張俊宏等人也都是視死如歸，讓他欽佩不已。民主進步黨青年部透過臉書貼文指23歲的香港年輕人周庭被逮捕代表香港的自由、民主已逐漸消逝，而這樣濫權逮捕搜索的行動亦證明中國政府承諾50年不變的「一國兩制」只是場騙局。台灣基進黨主席陳奕齊表示去年秋天在德國跟周庭有共同喝一杯咖啡的緣份，感覺她就像是一位時下單純、愛美、對青春戀愛有著憧憬的小女孩一般，就像鄰家的小妹妹，也像大一、大二那種青澀的小女生，他指一個正值青春年華的小女孩就這樣未來被中共政權給奪走。
臺灣女藝人鄭家純則透過社群網站發文表達關心，她在感想裏寫道「祈禱一切平安」。

### 法國
法國最具代表性的政治新聞週刊《觀點》在2020年8月20日出版的第2504期刊物以周庭和黃之峰作為封面人物，並以「香港最後的日子」（Les derniers jours de Hong Kong）作為標題，以長達10頁的篇幅，報道香港的形勢。